# Millhousen
Millhousen és una població dels Estats Units a l'estat d'Indiana. Segons el cens del 2000 tenia 136 habitants.

## Demografia
Segons el cens del 2000, Millhousen tenia 136 habitants, 55 habitatges, i 38 famílies. La densitat de població era de 52 habitants/km².
Dels 55 habitatges en un 30,9% hi vivien nens de menys de 18 anys, en un 60% hi vivien parelles casades, en un 3,6% dones solteres, i en un 29,1% no eren unitats familiars. En el 25,5% dels habitatges hi vivien persones soles el 20% de les quals corresponia a persones de 65 anys o més que vivien soles. El nombre mitjà de persones vivint en cada habitatge era de 2,47 i el nombre mitjà de persones que vivien en cada família era de 3.
Per edats la població es repartia de la següent manera: un 24,3% tenia menys de 18 anys, un 9,6% entre 18 i 24, un 26,5% entre 25 i 44, un 19,1% de 45 a 60 i un 20,6% 65 anys o més.
L'edat mediana era de 34 anys. Per cada 100 dones de 18 o més anys hi havia 94,3 homes.
La renda mediana per habitatge era de 39.250 $ i la renda mediana per família de 41.250 $. Els homes tenien una renda mediana de 33.333 $ mentre que les dones 33.333 $. La renda per capita de la població era de 17.646 $. Entorn del 5% de les famílies i el 2,7% de la població estaven per davall del llindar de pobresa.

## Poblacions més properes
El següent diagrama mostra les poblacions més properes.